# Echinocactus platyacanthus
Echinocactus platyacanthus és una espècie de planta de la família de les Cactàcies.
Son oriünds de l'estat de San Luis Potosí, Coahuila, Durango, estat de Guanajuato, Hidalgo, Nuevo León, Puebla i estat de Querétaro, Tierra Blanca (Guanajuato) a Mèxic.

## Descripció

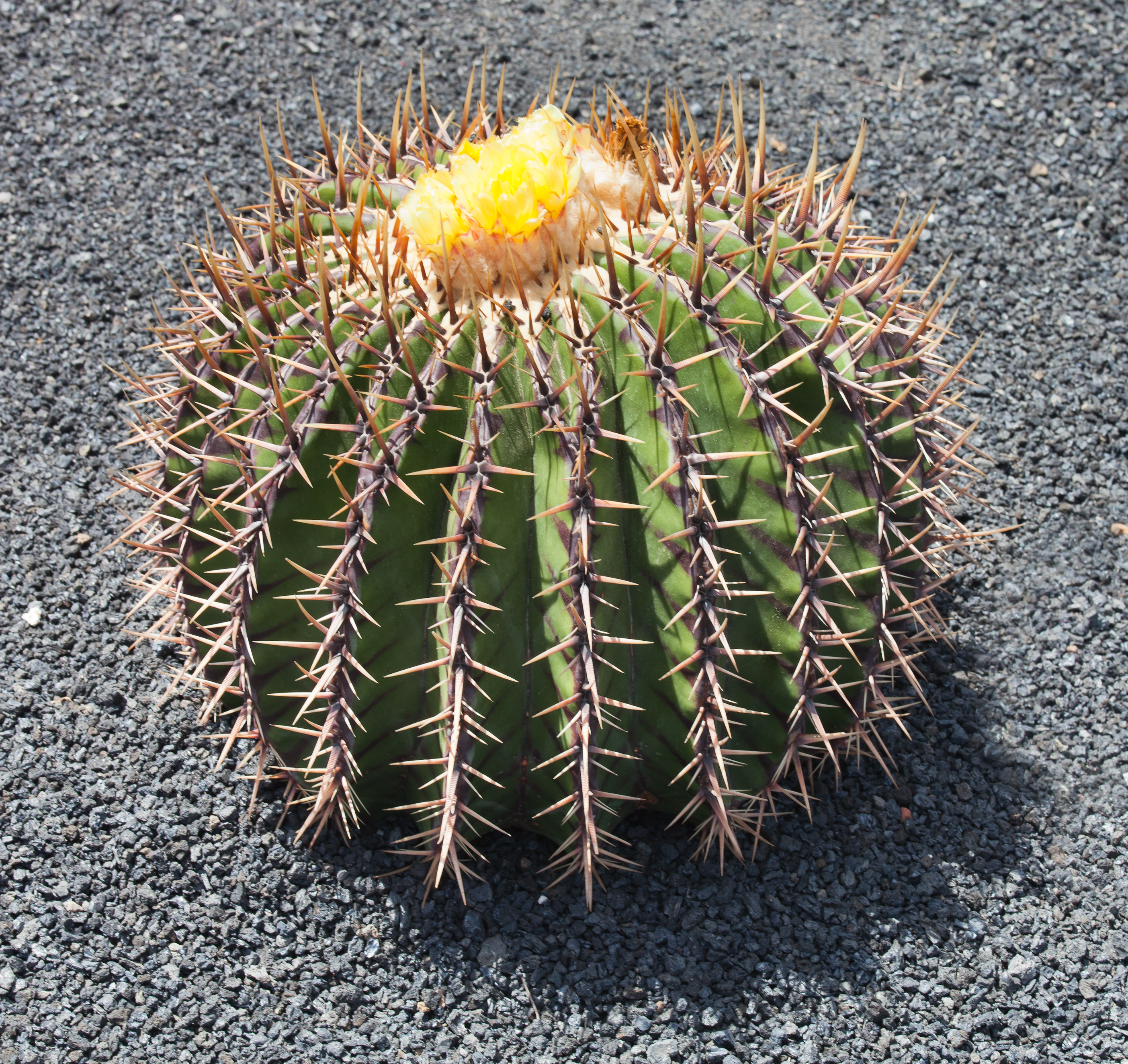
Detall de la flor

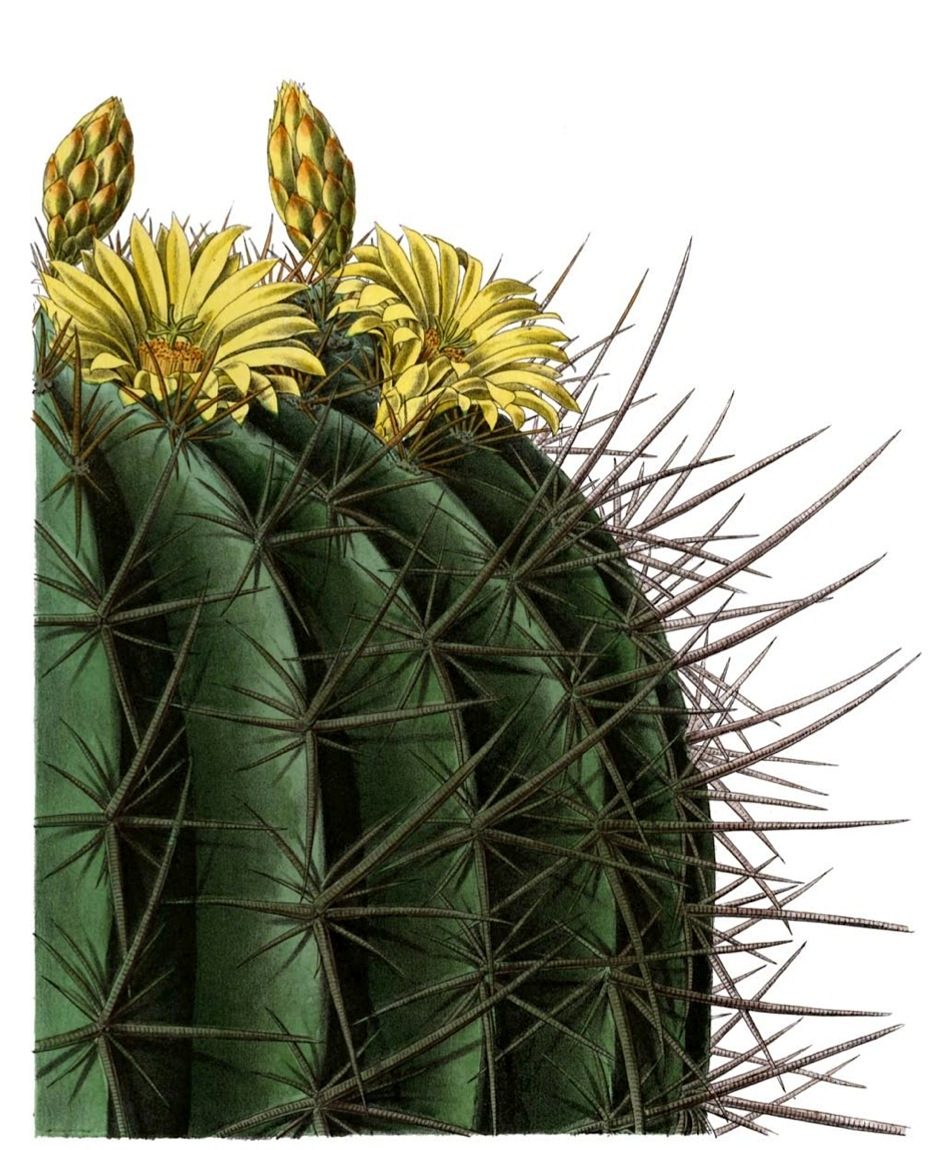
Il·lustració

Cactus globós al principi i després columnar, tipus barril, verd groguenc, molt massís, de 0,5 a 3 m d'alçada i de 4 a 8 dm de diàmetre. Les costelles varien en nombre, de 5 a 60 verticalment orientades. Les espines canvien amb els anys, n'hi ha de llargues, curtes i aplanades, vermelloses i després s'enfosqueixen amb l'edat; 4 espines centrals, a vegades formant una creu, de diferents mides cadascuna, i fins i tot algunes corbades de 5 a 12 cm de longitud; de 7 a 11 espines radials de 3 a 5 cm de llarg. Flors grogues, nombroses, emergint d'una llana groguenca a la punta de la tija, obrint-se bastant extenses, de color groc i de 4 a 7 cm de diàmetre. Fruit sec a la maduresa, oblong, groguenc de 5 a 7 cm de llarg.

## Cultiu
Es multiplica mitjançant llavors. Temperatura mitjana mínima de 10 a 12 °C. Ple Sol. Reg normal a l'estiu, sec a l'hivern.

## Protecció
És una espècie protegida a causa de la disminució del seu hàbitat, el que l'ha impactat negativament a la seva població. A Mèxic, està llistada com a espècie subjecta a protecció especial per la NOM-059-SEMARNAT-2001.

## Taxonomia
Echinocactus platyacanthus va ser descrita per Link i Otto i publicada a Verhandlungen des Vereins zur Beförderung des Gartenbaues in den Königlich Preussischen Staaten 3: 423, l'any 1827.

### Etimologia
- Echinocactus: nom genèric que deriva del terme llatí echino, "eriçó", i cactus, fent referència al fet que és un cactus amb forma d'eriçó.
- platyacanthus: epítet llatí que significa "amb una gran espina".[2]

### Sinonímia
- Echinocactus grandis Rose
- Echinocactus palmeri Rose
- Echinocactus ingens Zucc. ex Pfeiff.[3]